# Werner Huß
Werner Huß (* 8. September 1936 in Schwabmünchen; † 21. April 2023 in München) war ein deutscher Althistoriker.

## Leben
Werner Huß wurde 1967 an der Universität München in Katholischer Theologie promoviert und habilitierte sich 1975 dort mit der Arbeit Untersuchungen zur Außenpolitik Ptolemaios’ IV. für Alte Geschichte. Er lehrte von 1978 bis zu seiner Emeritierung 2001 als Ordinarius für Alte Geschichte an der Universität Bamberg. Er war Mitherausgeber der Münchener Beiträge zur Papyrusforschung und antiken Rechtsgeschichte.
Huß’ Hauptforschungsgebiete waren die punische (karthagische) Geschichte, die hellenistische Geschichte, vor allem die des ptolemäischen Ägypten sowie die antike Religionsgeschichte. Werner Huß galt als international renommierter Spezialist für die Geschichte Karthagos und die Geschichte des Hellenismus. Seine wichtigsten Werke sind die Geschichte der Karthager und Ägypten in hellenistischer Zeit 332–30 v. Chr.
Werner Huß war der Vater des Romanisten Bernhard Huß und des Architekten Wolfgang Huß.

## Schriften (Auswahl)
- Die Gemeinde der Apokalypse des Johannes. Theologische Dissertation, Universität München 1967.
- Untersuchungen zur Außenpolitik Ptolemaios’ IV. (= Münchener Beiträge zur Papyrusforschung und antiken Rechtsgeschichte. Heft 69). C. H. Beck, München 1976, ISBN 3-406-00669-8.
- mit Karl Strobel: Beiträge zur Geschichte (= Bamberger Hochschulschriften. Heft 9). Bayerische Verlagsanstalt, Bamberg 1983, ISBN 3-87052-657-2.
- Geschichte der Karthager (= Handbuch der Altertumswissenschaft. Abteilung 3, Teil 8). C. H. Beck, München 1985, ISBN 3-406-30654-3.
  - auch als spanische (Los Cartagineses. 1993) und italienische (Cartagine. 1995) Übersetzung und in der Reihe Beck’sche Sonderausgaben als: Die Karthager. C. H. Beck, München 1990, ISBN 3-406-34385-6.
- Herausgeber: Karthago (= Wege der Forschung. Band 654). Wissenschaftliche Buchgesellschaft, Darmstadt 1992, ISBN 3-534-04236-0.
- Der makedonische König und die ägyptischen Priester (= Historia Einzelschriften. Heft 85). Steiner, Stuttgart 1994, ISBN 3-515-06502-4.
- Karthago (= Beck’sche Reihe Wissen. Band 2025). C. H. Beck, München 1995, ISBN 3-406-39825-1. 4., durchgesehene Auflage 2008, ISBN 978-3-406-39825-4.
- Ägypten in hellenistischer Zeit 332–30 v. Chr. C. H. Beck, München 2001, ISBN 3-406-47154-4 (Rezension von Friederike Herklotz).
- Die Verwaltung des ptolemaiischen Reichs (= Münchener Beiträge zur Papyrusforschung und antiken Rechtsgeschichte. Heft 104). C. H. Beck, München 2011, ISBN 978-3-406-62915-0.
- Die Wirtschaft Ägyptens in hellenistischer Zeit (= Münchener Beiträge zur Papyrusforschung und antiken Rechtsgeschichte. Heft 105). C. H. Beck, München 2012, ISBN 978-3-406-64088-9.
- Das Geld der Ptolemaier (= Münchener Beiträge zur Papyrusforschung und antiken Rechtsgeschichte. Heft 117). C. H. Beck, München 2019, ISBN 978-3-406-73661-2.